# Areca
Areca és un gènere de plantes amb flor de la família de les arecàcies.
Són originàreies d'Àsia tropical i subtropical. Són palmeres amb troncs erectes i prims. L'espècie més coneguda és la palmera d'areca (Areca catechu), la nou de la qual es mastega junt amb la fulla de bètel (Piper betle), hidròxid de calci, clavell d'espècia i, sovint, tabac, costum molt popular a l'Àsia del sud i del sud-est.

## Taxonomia
Dins d'aquest gènere es reconeixen les següents espècies:
- Areca abdulrahmanii J.Dransf.
- Areca ahmadii J.Dransf.
- Areca andersonii J.Dransf.
- Areca arundinacea Becc.
- Areca bakeri Heatubun
- Areca brachypoda J.Dransf.
- Areca caliso Becc.
- Areca camarinensis Becc.
- Areca catechu L. - areca[2]
- Areca chaiana J.Dransf.
- Areca churchii Heatubun
- Areca concinna Thwaites
- Areca congesta Becc.
- Areca costulata Becc.
- Areca dayung J.Dransf.
- Areca dransfieldii Heatubun
- Areca furcata Becc.
- Areca gurita Heatubun
- Areca hutchinsoniana Becc.
- Areca insignis (Becc.) J.Dransf.
- Areca ipot Becc.
- Areca jokowi Heatubun
- Areca jugahpunya J.Dransf.
- Areca kinabaluensis Furtado
- Areca klingkangensis J.Dransf.
- Areca laosensis Becc.
- Areca ledermanniana Becc.
- Areca macrocalyx Zipp. ex Blume
- Areca mandacanii Heatubun
- Areca minuta Scheff.
- Areca mogeana Heatubun
- Areca montana Ridl.
- Areca novohibernica (Lauterb.) Becc.
- Areca oxycarpa Miq.
- Areca parens Becc.
- Areca rheophytica J.Dransf.
- Areca ridleyana Becc. ex Furtado
- Areca riparia Heatubun
- Areca songthanhensis A.J.Hend., N.K.Ban & B.V.Thanh
- Areca subacaulis (Becc.) J.Dransf.
- Areca triandra Roxb. ex Buch.-Ham.
- Areca triginticollina Heatubun
- Areca tunku J.Dransf. & C.K.Lim
- Areca unipa Heatubun
- Areca vestiaria Giseke
- Areca vidaliana Becc.
- Areca whitfordii Becc.